# Jean Paul Mukolo Nkokesha
 (mars 2025).
La mise en forme du texte ne suit pas les recommandations de Wikipédia : il faut le « wikifier ».
Les points d'amélioration suivants sont les cas les plus fréquents :
- Les titres sont pré-formatés par le logiciel. Ils ne sont ni en capitales, ni en gras.
- Le texte ne doit pas être écrit en capitales (les noms de famille non plus), ni en gras, ni en italique, ni en « petit »…
- Le gras n'est utilisé que pour surligner le titre de l'article dans l'introduction, une seule fois.
- L'italique est rarement utilisé : mots en langue étrangère, titres d'œuvres, noms de bateaux, etc.
- Les citations ne sont pas en italique mais en corps de texte normal. Elles sont entourées par des guillemets français : « et ».
- Les listes à puces sont à éviter, des paragraphes rédigés étant largement préférés. Les tableaux sont à réserver à la présentation de données structurées (résultats, etc.).
- Les appels de note de bas de page (petits chiffres en exposant, introduits par l'outil «  Source ») sont à placer entre la fin de phrase et le point final[comme ça].
- Les liens internes (vers d'autres articles de Wikipédia) sont à choisir avec parcimonie. Créez des liens vers des articles approfondissant le sujet. Les termes génériques sans rapport avec le sujet sont à éviter, ainsi que les répétitions de liens vers un même terme.
- Les liens externes sont à placer uniquement dans une section « Liens externes », à la fin de l'article. Ces liens sont à choisir avec parcimonie suivant les règles définies. Si un lien sert de source à l'article, son insertion dans le texte est à faire par les notes de bas de page.
- La présentation des références doit suivre les conventions bibliographiques. Il est recommandé d'utiliser les modèles {{Ouvrage}}, {{Chapitre}}, {{Article}}, {{Lien web}} et/ou {{Bibliographie}}. Le mode d'édition visuel peut mettre en forme automatiquement les références.
- Insérer une infobox (cadre d'informations à droite) n'est pas obligatoire pour parachever la mise en page.

Pour une aide détaillée, merci de consulter Aide:Wikification.
Si vous pensez que ces points ont été résolus, vous pouvez retirer ce bandeau et améliorer la mise en forme d'un autre article.
 (mars 2025).
 (mars 2025).
Jean-Paul Mukolo Nkokesha, né le 8 septembre 1960 à Tshikapa, est un magistrat congolais. Il a occupé plusieurs fonctions importantes dans le système judiciaire de la République démocratique du Congo, notamment en tant que procureur général près la Cour constitutionnelle et procureur général près le Conseil d'État,.

## Formation et carrière académique
Après avoir obtenu son diplôme d'État en 1979 au Petit Séminaire de Kabwe, Jean-Paul Mukolo Nkokesha poursuit des études en droit public à l'Université de Kinshasa, où il obtient une licence en 1988. Il décroche ensuite un master en droit constitutionnel en 2007 à l'Université d'Afrique du Sud et est actuellement doctorant en droit public.
Il enseigne depuis 1993 en tant que professeur de droit à l'Université de Kinshasa, où il participe à la formation des futures générations de juristes congolais.

## Carrière professionnelle
Jean-Paul Mukolo Nkokesha commence sa carrière en tant que magistrat du ministère public en 1988. Il occupe ensuite plusieurs postes clés au sein de la magistrature congolaise :
- 2015 - 2018 : Procureur général près la cour d’appel de Bandundu.
- 2018 - 2020 : Avocat général près la Cour constitutionnelle.
- 2020 - 2025 : Procureur général près la Cour constitutionnelle, nommé par le président Félix Tshisekedi.
- 2025 - présent : Procureur général près le Conseil d’État, succédant à Antoine-Félicien Iluta Ikombe Yamama.

## Reconnaissance et influence
Son engagement dans la justice congolaise est reconnu pour son respect de l’État de droit et son rôle dans la modernisation du système judiciaire congolais. Il a notamment marqué son passage à la Cour constitutionnelle par plusieurs décisions influentes.